# Лабораторія фольклористичних досліджень
Лабораторія фольклористичних досліджень (2010) – навчально-методична і науково-дослідна інституція, структурний підрозділ філологічного факультету Львівського національного університету імені Івана Франка. Створена 2010 року з метою модернізації університетського вишколу фахівців-фольклористів через залучення студентства до актуальних наукових проектів, професійного спеціалізування у конкретних дослідницьких програмах.
У тісній співпраці з Кафедрою українського фольклористики імені академіка Філарета Колесси [Архівовано 9 листопада 2016 у Wayback Machine.] Львівського університету Лабораторія фольклористичних досліджень скеровує свою діяльність на забезпечення повного циклу науково-теоретичної та практичної підготовки фахівця-фольклориста за такими основними видами фольклористичної праці, як фіксація або збирання фольклору, транскрибування записів, систематизація й архівування фольклорних матеріалів, едиційна практика, науково-теоретична розробка явищ і процесів традиційної духовної культури українського народу.
Серед науково-дослідницьких пріоритетів Лабораторії – створення сучасного аудіовізуального архіву українського фольклору, налагодження можливостей для вільного користування (у мережі Інтернет) фондами цього архіву широкому колу науковців, студентів, усіх поціновувачів народної культури.

## Історія
Лабораторія фольклористичних досліджень була відкрита 1 жовтня 2010 року. Заснування Лабораторії стало ще одним важливим етапом на шляху інституалізації української фольклористики у Львівському університеті, яка розпочалася 1990 року відкриттям Кафедри української фольклористики імені академіка Філарета Колесси, а сьогодні націлена на побудову в Університеті новітнього аудіовізуального фольклорного архіву. Створення Лабораторії фольклористичних досліджень – це також вагомий крок у реалізації статусу Львівського університету як провідної науково-дослідної інституції України.

## Напрями діяльності і завдання

### Навчально-методична діяльність
Навчально-методична діяльність Лабораторії націлена на забезпечення повного циклу науково-теоретичної та практичної підготовки фахівця-фольклориста за такими основними видами фольклористичної праці: фіксація або збирання фольклору, транскрибування записів, систематизація й архівування фольклорних матеріалів, едиційна практика, науково-теоретична розробка явищ і процесів традиційної духовної культури українського народу. Для реалізації цієї мети Лабораторія здійснює такі заходи:
- науково-методичний супровід і проведення студентських фольклористичних польових досліджень (так званих фольклористичних практик) Кафедри української фольклористики: проведення практикумів з метою спеціальної підготовки студентів до фольклористичної практики; консультування керівників практик у методологічних, технічних та організаційних аспектах польової пошуково-збирацької праці;
- технічне забезпечення студентських фольклористичних польових досліджень: консультування і практичне освоєння записувальної техніки, забезпечення аудіо-, відео- та фотоапаратурою і допоміжним спорядженням;
- керування студентською роботою з опрацювання (транскрибування, систематизації й архівування) зібраних фольклорних матеріалів;
- архівне забезпечення навчального процесу: надання можливостей студентам і викладачам Університету користуватися архівними фольклорними документами Фольклорного архіву Кафедри української фольклористики для написання науково-дослідних робіт;
- укладання і видання навчально-методичних посібників з проблем документування фольклорної традиції для студентів вищих навчальних закладів, створення традиційних текстових та новітніх аудіозвізуальних хрестоматій українського фольклору.

### Науково-дослідна діяльність
- польове дослідження фольклорної традиції: проведення комплексних науково-дослідних експедицій з метою цілісного обстеження фольклорної традиції різних регіонів України, тематичних польових досліджень задля вивчення окремих фольклорних явищ тощо;
- архівування фольклорних польових матеріалів: систематичне архівування нових надходжень фольклорного польового матеріалу у Фольклорному архіві Кафедри української фольклористики; архівування матеріалів “старої колекції” фольклорних польових матеріалів Кафедри української фольклористики; архівування фольклорних матеріалів приватних фольклорних збірок; розбудова аудіовізуального електронного архіву українського фольклору; надання можливостей для користування архівними фондами Фольклорного архіву Кафедри української фольклористики у вільному доступі (у мережі Інтернет);
- науково-теоретична, історична й методологічна розробка проблем документування фольклорної традиції (фіксації фольклору, транскрибування фольклорних записів, систематизації й архівування фольклорних документів);
- дослідження і популяризація наукової спадщини Філарета Колесси: регулярне проведення “Колессівських читань” – наукової конференції дослідників української народної словесності, музики і побуту; виявлення і видання неопублікованої спадщини Філарета Колесси.

### Науково-організаційна діяльність
- електронне перевидання класичної науково-теоретичної та джерельної спадщини української фольклористики: перевидання серійних фахових видань (“Етнографічний збірник” і “Матеріали до українсько-руської етнології” Наукового товариства імені Шевченка), наукових розвідок і публікацій українських фольклористів;
- створення і підтримка електронної навчальної бібліотеки української фольклористики;
- налагодження оперативного інформування фольклористичних інституцій в Україні та за її межами про актуальні питання і напрями досліджень, нові видання, публікації; світова репрезентація напрацювань української фольклористики.

## Проекти

### Науково-дослідницькі проекти
- Фольклорний архів Кафедри української фольклористики імені академіка Філарета Колесси (Фольклорний архів КУФ) [Архівовано 12 січня 2020 у Wayback Machine.] – архів фольклорних польових матеріалів.  Основні фонди Фольклорного архіву КУФ творять фольклорні польові матеріали, які були зібрані упродовж останніх 40 років під час студентських фольклористичних практик зусиллями студентів і викладачів філологічного факультету Львівського університету. З 1990 року цю справу очолили фахівці новознаснованої Кафедри української фольклористики і студенти спеціальності “фольклористика”. У наш час Кафедра української фольклористики імені академіка Філарета Колесси щороку організовує три комплексні експедиційні польові дослідження для вивчення фольклорної традиції переважно західноукраїнських теренів. Фольклорний архів КУФ поповнюється також матеріалами з особистих колекцій дослідників і шанувальників української фольклорної традиції.  З кінця 2010 року новостворена Лабораторія фольклористичних досліджень системно працює над розбудовою Фольклорного архіву Кафедри української фольклористики імені академіка Філарета Колесси в сучасну архівну інституцію, яка стала би цікавим дослідницьким майданчиком для наукових і творчих пошуків студентської молоді, науковців та всіх поціновувачів традиційної духовної культури українського народу.
- «Електронний архів українського фольклору» – спеціалізована інтернет-сторінка для електронного розміщення фольклорних матеріалів із метою їх фахового дослідження та культурно-просвітницького використання.  Інтернет-сторінку розроблено у рамках комплексного науково-дослідного проекту з проблем документування фольклору, націленого на створення сучасного інструментарію для різносторонньої презентації фольклорної традиції українського народу. Проект реалізує Лабораторія фольклористичних досліджень у співпраці з Кафедрою української фольклористики імені академіка Філарета Колесси Львівського національного університету імені Івана Франка за фінансової підтримки Міністерства освіти і науки України (науково-дослідний проект РФ-112ф, 2011–2014 роки).  «Електронний архів українського фольклору» на сьогоднішньому етапі його реалізації орієнтований на електронне архівування сучасних польових записів української фольклорної традиції, виконаних у різних формах і форматах (це найперше аудіозаписи, текстові записи і транскрипції, фотографії, у перспективі також відеозаписи). Структурно й функціонально «Електронний архів українського фольклору» організовано на матеріалах та з урахуванням досвіду праці Фольклорного архіву Кафедри української фольклористики імені академіка Філарета Колесси.  «Електронний архів українського фольклору» – це перша в Україні спроба комплексного електронного архівування фольклорних реалій, здійснена в руслі кардинально нової філософії архівної праці, яка бачить архів традиційної культури не лише накопичувачем і надійним зберігачем духовних надбань народу, але також відкритим культурно-інформаційним центром із вільним доступом (у мережі Інтернет) до архівних документів та широкими можливостями ефективного оперування великими масивами джерельної інформації.  Перейти до «Електронного архіву українського фольклору»

### Інформаційні, навчально-методичні проекти
- “Електронна навчальна бібліотека української фольклористики” [Архівовано 12 січня 2020 у Wayback Machine.] – навчально-методичний проект Лабораторії фольклористичних досліджень.  Мета проекту – надати студентам, які вивчають українську фольклорну традицію, а також усім, хто цікавиться духовною культурою українського народу, швидкий, зручний і безкоштовний доступ до класичних науково-теоретичних та джерельних праць і публікацій з українського фольклору і фольклористики. З цією метою співробітники Лабораторії готують електронні копії книг (у рамках проекту «Електронне перевидання класичної науково-теоретичної та джерельної спадщини української фольклористики» власноруч та у співпраці з прихильниками українського фольклору (вебресурсом «Наше» [Архівовано 8 вересня 2010 у Wayback Machine.]), а також підшуковують і відбирають електронні копії книг, які були зроблені в рамках інших світових проектів збереження духовної спадщини (як, наприклад, Google) і надані для вільного користування. У такий спосіб ми прагнемо згромадити “в одному місці” статті, монографії, збірники, серійні видання та інші книги з українського фольклору й фольклористики, необхідні для навчання, дослідницької роботи, але часто важко або й зовсім недоступні читачам (особливо поза межами великих міст і наукових бібліотек).
- “Книжкова полиця” [Архівовано 9 листопада 2016 у Wayback Machine.] – науково-організаційний проект Лабораторії фольклористичних досліджень.  Мета проекту – поширення інформації про наукові здобутки з поля фольклористики, етномузикології й етнології серед ширшого кола дослідників та поціновувачів української традиційної культури. Адже не таємниця, що багато цікавих видань виходять мізерними накладами і через брак налагодженого книгорозповсюдження лише зрідка виходять за межі університету, міста й науково-академічного середовища, в якому постали.  На “Книжковій полиці” ми розкладаємо нові видання (і не лише книжкові), які надходять у бібліотеку Лабораторії фольклористичних досліджень.  Закликаємо авторів надавати свою наукову продукцію у нашу бібліотеку і у такий спосіб сприяти поширенню відомостей про неї серед дослідників і шанувальників традиційної культури.  Полички: Збірники фольклору. Монографії. Збірники праць. Підручники і посібники. Мультимедійні видання. Бібліографія. Дискографія. Енциклопедії. Словники.
- “Колессівські читання” [Архівовано 9 листопада 2016 у Wayback Machine.] – наукова конференція дослідників української народної словесності, музики і побуту.  Восени 2007 року Кафедра української фольклористики імені академіка Філарета Колесси Львівського національного університету імені Івана Франка започаткувала Колессівські читання на пошану видатному збирачеві, транскриптору й дослідникові усної народної традиції Філаретові Колессі.  Мета Читань – дослідження і популяризація наукової спадщини Філарета Колесси, активізація наукового пошуку у проблемних ділянках вивчення фольклорної традиції українського народу. Для виступів у Читаннях організаційний комітет запрошує знаних фольклористів з України та зарубіжжя.